# Dolina Koprowica

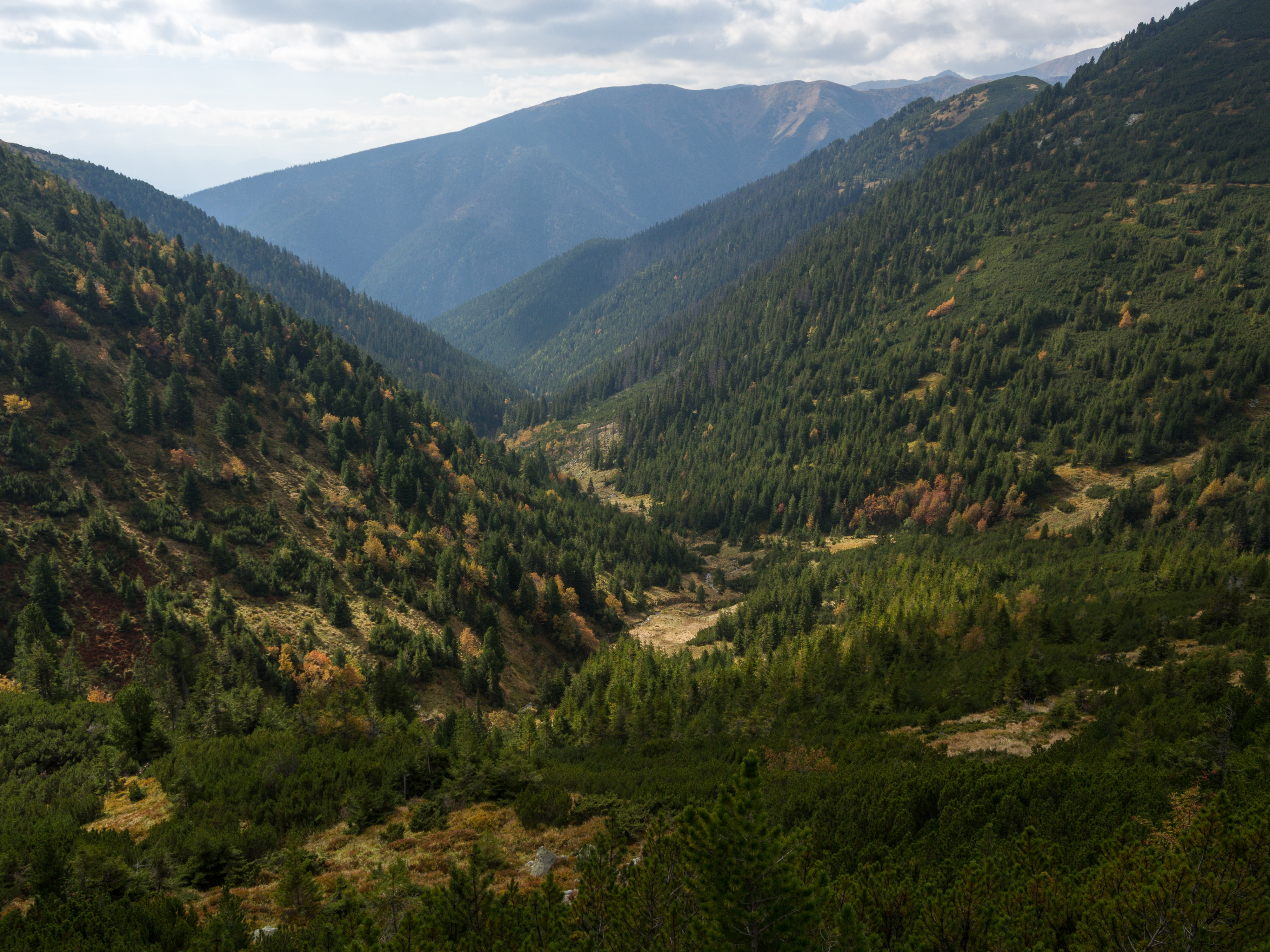
Dolina Koprowica – środkowa część. W tle Hliński Wierch

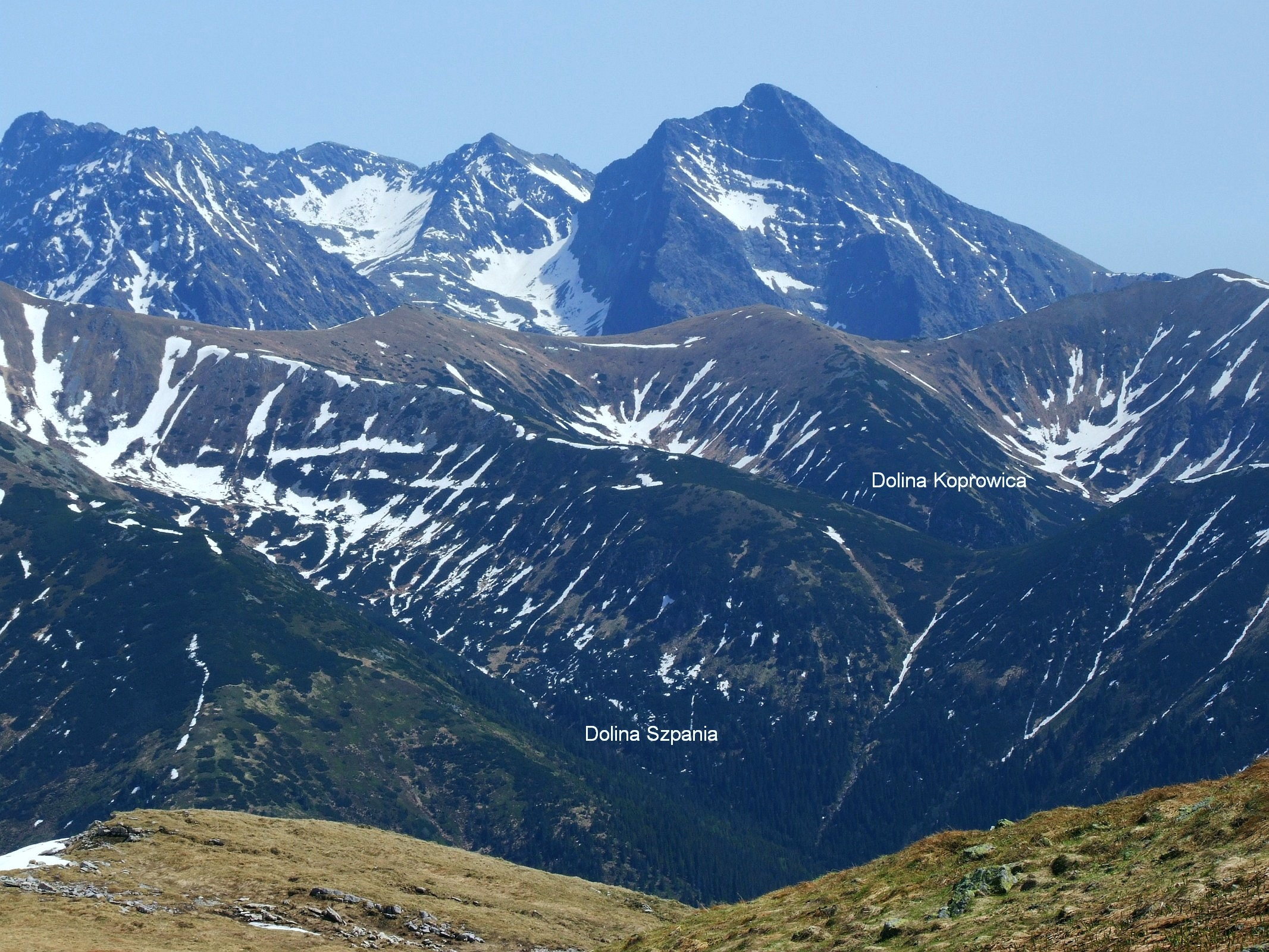
Dolina Koprowica na tle Tatr Wysokich. Najwyższy szczyt to Krywań. Widok z Ciemniaka

Dolina Koprowica (słow. Kôprovnica) – tatrzańska dolina położona na terenie Słowacji, największe odgałęzienie Doliny Cichej Liptowskiej (Tichá dolina) odchodzące w jej dolnej części w kierunku północno-wschodnim.
Dolina ma wylot na wysokości około 1050 m. Górą podchodzi pod główną grań Kop Liptowskich na odcinku od Wielkiej Kopy Koprowej na północy (2052 m) po Krzyżne Liptowskie na południu (2039 m). Orograficznie prawe ograniczenie tworzy południowo-zachodnia grań Wielkiej Kopy Koprowej z Brdarowymi Grapami. W grań tę od strony Doliny Koprowicy wcinają się 4 wielkie żleby: Skryte Korycisko, Pośredni Żleb, Zabijak i Czerwone Korycisko. Wszystkie te żleby przecina ścieżka Zachodniej Obwodnicy. Lewe ograniczenie doliny tworzy południowo-zachodnie ramię Krzyżnego Liptowskiego. Odchodząca od Skrajnego Gołego Wierchu krótka grzęda dzieli najwyższą część dolny na dwa kotły lodowcowe: Koprowicki Kocioł i Krzyżny Kocioł.
Dolina ma powierzchnię nieco ponad 5 km² i wyrzeźbiona jest w skałach krystalicznych. Jest w większości porośnięta lasem. W wyższych jego partiach rosną limby, szczególnie obficie w Skrytym Korycisku. Powyżej lasu jest kosodrzewina, najwyższe partie są trawiaste. Dnem doliny spływa potok Koprowica (Kôprovnica), dopływ Cichej Wody Liptowskiej (Tichý potok).
Nazwa doliny, podobnie jak nazwa sąsiedniej Doliny Koprowej i inne podobne, pochodzi od marchwicy, przez Słowaków nazywanych kôprovníček bezobalný, nie ma natomiast związku z rudami miedzi (niem. Kupfer), nigdy tu niewystępującymi.
Dolina była dawniej wypasana. Pasterstwo jest już przeszłością. Od 1949 r. dolina jest niedostępna także dla turystów, stanowi obszar ochrony ścisłej TANAP-u.